# Чела, Эва
Эва Чела (итал. Eva Cela; род. 17 февраля 1995, Дуррес, Албания) — итальянская актриса театра и кино. Бронзовая медалистка чемпионата мира по аэробной гимнастике 2012 года.

## Биография
Родилась 17 февраля 1995 года в Дурресе. Когда ей было два года, вместе с родителями переехала из Албании в Италию.
В возрасте восьми лет начала карьеру гимнастки, присоединившись к сборной Италии по аэробной гимнастике. В 2012 году, в возрасте всего семнадцати лет, завоевала бронзовую медаль на чемпионате мира по аэробной гимнастике в Софии, в Болгарии. Завершила спортивную карьеру участием в трёх чемпионатах Европы и чемпионате мира.
В 2019 году поступила на курсы актерского мастерства в Центре экспериментальной кинематографии (итал. Centro Sperimentale di Cinematografia). Завершила обучение в 2021 году. В том же году режиссёр Марко Беллоккьо выбрал её на роль Аньезе Моро, дочери Альдо Моро, в многосерийном фильме «Ночь на улице». Мировая премьера фильма состоялась в 2022 году на Каннском кинофестивале. Затем его показывали на Нью-Йоркском кинофестивале, церемонии Европейской киноакадемии, Лондонском кинофестивале  и кинофестивале в Сан-Паулу. В 2022 году Микеле Рьондино доверил актрисе роль Анны в фильме «Палаццина лаф». В том же году она сыграла Лючию в молодости в сериале «Суперсекс» для Netflix режиссёра Маттео Ровере. Сериал повествует о жизни порноактёра Рокко Сиффреди, которого играет Алессандро Борги, а героиня Эвы Чела является одним из важных персонажей сериала.

## Фильмография
| Год  | Фильм                                                                   | Режиссёр          | Персонаж             |
| ---- | ----------------------------------------------------------------------- | ----------------- | -------------------- |
| 2020 | «Дон Маттео» «Не лжесведетельствуй» (8 серия 12 сезон) итал. Don Matteo | Козимо Алема      | Ванесса              |
| 2021 | «Да поможет нам Бог» «Дежавю» (6 серия 6 сезон) итал. Che Dio ci aiuti  | Франческо Викарьо | Марина               |
| 2021 | «Ещё один мир» итал. Un mondo in più                                    | Луиджи Пане       | Вероника             |
| 2022 | «На улице ночь» итал. Esterno notte                                     | Марко Беллоккьо   | Аньезе Моро          |
| 2022 | «Палаццина лаф» исп. Palazzina laf                                      | Микеле Рьондино   | Анна                 |
| 2022 | «Беглая любовь» итал. L'amor fuggente                                   | Давиде Ломма      | Камилла              |
| 2023 | «Суперсекс» итал. Supersex                                              | Маттео Ровере     | Лучия в молодости    |
| 2023 | «Цветы над преисподней» итал. Fiori sopra l'inferno                     | Карло Карлеи      | полицейская Джиневра |